# Drašča vas
Drašča vas je naselje v Občini Žužemberk.
Drašča vas je gručasto naselje med Zagradcem in Žužemberkom. V bližini vasi je kraška jama, ki se imenuje Rivčja jama. S kmetijstvom se v vasi ukvarja le še nekaj domačij, srednje razvito pa je malo podjetništvo.